# 阿森斯鎮區 (堪薩斯州朱厄爾縣)
阿森斯鎮區（英語：Athens Township）為位在美國堪薩斯州朱厄爾縣的鎮區。2010年美国人口普查中該鎮區人口有50人。

## 地理
阿森斯鎮區涵蓋面積102.24平方（39.48平方英里）。該鎮區有阿什溪（Ash Creek）、中萊姆斯通溪（Middle Limestone Creek）以及西萊姆斯通溪（West Limestone Creek）等溪流通過。

### 鄰近鎮區
- 朱厄爾縣
  - 愛奧尼亞鎮區（北）
  - 卡爾文鎮區（東北）
  - 布朗斯克里克鎮區（東）
  - 歐文鎮區（西）
  - 敖德薩鎮區（西北）

- 米切爾縣
  - 格倫埃爾德鎮區（南）
  - 考克鎮區（西南）

### 墓園
此鎮區僅包含1座墓園：阿森斯墓園（Athens Cemetery）。

### 主要公路
- 128號堪薩斯州州道（K-128）

## 機場
- 羅斯港機場（Rose Port Airport）

## 外部連結
- U.S. Board on Geographic Names (GNIS) （页面存档备份，存于）
- United States Census Bureau cartographic boundary files （页面存档备份，存于）
- US-Counties.com
- City-Data.com （页面存档备份，存于）